# Eriocaulon irregulare
Eriocaulon irregulare är en gräsväxtart som beskrevs av Robert Desmond Meikle. Eriocaulon irregulare ingår i släktet Eriocaulon och familjen Eriocaulaceae. Inga underarter finns listade i Catalogue of Life.